# جيمس بيكورث
جيمس بيكورث. (بالإنجليزية: James Beckwourth)‏ كان تاجرًا ومستكشفًا أمريكيًا. عُرف بيكورث باسم «الذراع الدموية» بسبب مهارته كمقاتل.

## طالع أيضًا
- قائمة المستكشفين